# 洛巴奇夫
49°26′2″N 29°53′22″E / 49.43389°N 29.88944°E
洛巴奇夫（烏克蘭語：Лобачів）是位於烏克蘭北部的村莊，由基辅州白采爾克瓦區的沃洛達爾卡市鎮負責管轄。該村面積4.08平方公里，海拔高度193米，2001年人口896，人口密度每平方公里219.8人。